# Cap Fonar
El cap Fonar (en rus: Фонарь, en tàtar de Crimea: Fener; que significa literalment "llanterna") és un cap de l'estret de Kertx i l'extrem més oriental de la península de Crimea. A la part més elevada del cap s'hi troba el far Ienikalski.

## Geografia
El cap Fonar es troba al nord-est dels afores de la ciutat de Kertx, a l'àrea septentrional de la riba occidental de l'estret de Kertx, banyat pel mar d'Azov. A més de l'estret de Kertx, des del cap es veu també la punta de Txuxka (a l'altra banda de l'estret) i la costa del krai de Krasnodar.
La fauna pròpia del cap són nombroses espècies d'aus aquàtiques, principalment de gavines i corbs marins. A l'estiu, també s'hi poden veure serps d'aigua prenent el sol o caçant petits peixos al mar.
En general, la costa de cap Fonar és molt poc frequentada. De tant en tant la visiten pescadors i recol·lectors de musclos locals, així com turistes atrets per les pintoresques costes rocoses del cap. Al llarg del camí que condueix a la costa, es pot caminar des del poble de Jukovska fins als balnearis situats a la part nord del cap. Malgrat que en general la costa és rocosa i amb gran abundància de blocs, hi ha diverses petites badies aptes per nedar en bon temps. També hi ha una platja de sorra a la badia de Golubinoi, a la part sud del cap.

## Història

### Temps antics
Com a resultat de les excavacions arqueològiques prop del cap Fonar, es van descobrir antics assentaments que es remunten a l'edat del bronze.
A l'antiguitat, prop del cap de Fonar s'hi trobava la ciutat de Parfenium, esmentada als periples d'Escílax de Carianda i datada de 350 av. NS.

### La Segona Guerra Mundial

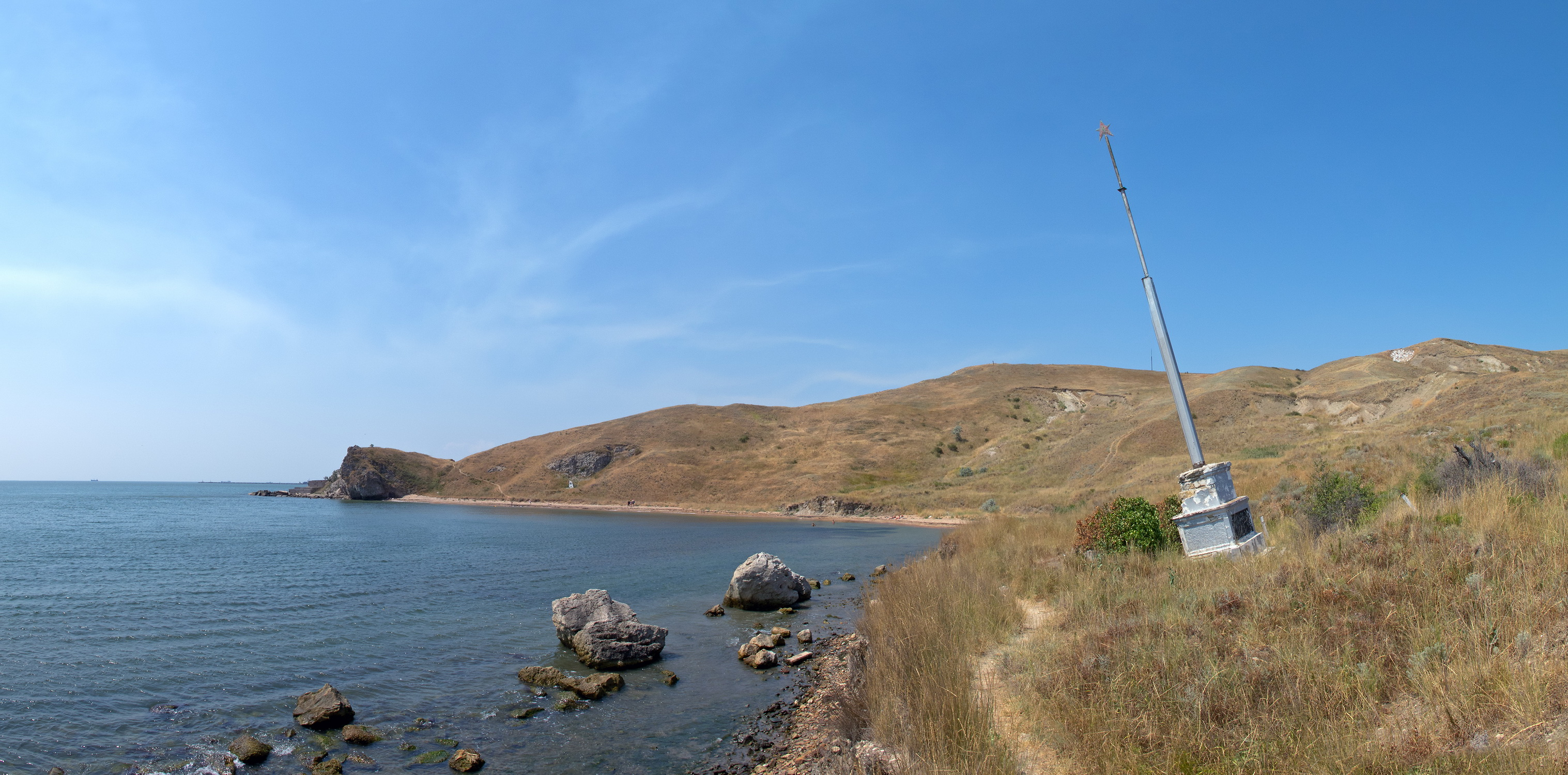
La badia de Golubinoi i el monument danyat per un lliscament de terra.

Durant la Segona Gerra Mundial, la zona entorn del cap Fonar fou escenari de diverses batalles entre tropes soviètiques i alemanyes.
La nit del 2 al 3 de novembre de 1943, durant l'operació Kertx-Eltiguen, unitats de la 2a Divisió motoritzada de la Guàrdia Tamanskaia van desambarcar al cap Fonar des dels vaixells de la Flotilla d'Azov. Aquest desembarcament va marcar l'inici de la lluita per l'alliberament de Kertx i Crimea.
El 1944, un obelisc dissenyat per l'arquitecte B. M. Nadezhin fou erigit en un turó prop del far Ienikalski en memòria als soldats i mariners que van morir en aquesta decisiva batalla. Addicionalment, també es va erigir un altre petit obelisc a la badia de Golubina, l'indret de desembarcament. A finals de la dècada del 1990, un lliscament del sòl va danyar el monument i en substitució es va erigir una placa commemorativa.

### L'accident del vaixell de càrrega "Doja"
El 23 de juliol del 1995, durant una tempesta el vaixell de càrrega "Doja" es va enfonsar amb la seva càrrega de vidre i taulers de fusta. El vaixell pertanyia a un armador sirià. El vaixell va perdre l'estabilitat a causa del moviment de la càrrega provocat per la tormenta i va quedar enfonsat a una profunditat de 7 m. Tota la tripulació de 13 persones es va poder salvar.
Als dipòsits de l'interior del vaixell hi van quedar unes 30 tones de combustible, el qual es va fugar parcialment tot formant una taca de 100 per 300 metres sobre la superfície del mar. Pel que fa a la càrrega, diversos paquets dels taulers de fusta van ser arrastrats per les onades fins a la costa i els residents locals se'n van apropiar per a les necessitats domèstiques. Els primers mesos després de l'accident, un costat del vaixell enfonsat encara sobresortia sobre el mar i era visible a uns centenars de metres de la costa. No obstant, amb el temps el vaixell es va enfonsar completament, quedant soterrat al fons sorrenc.

## El far Ienikalski
Per garantir el pas dels vaixells per l'estret de Kertx, el 1820 fou construit un far al cap Fonar. A aquella època, el territori pertanyia a la fortalesa de Jeni-Kale, que formava part de l'administració de la ciutat de Kertx-Ienikalski. Per aquest motiu el far fou batejat amb el nom de Ienikalski. Durant la Segona Guerra Mundial, el far va ser destruït. La construcció actual data de l'any 1953.

## Galeria

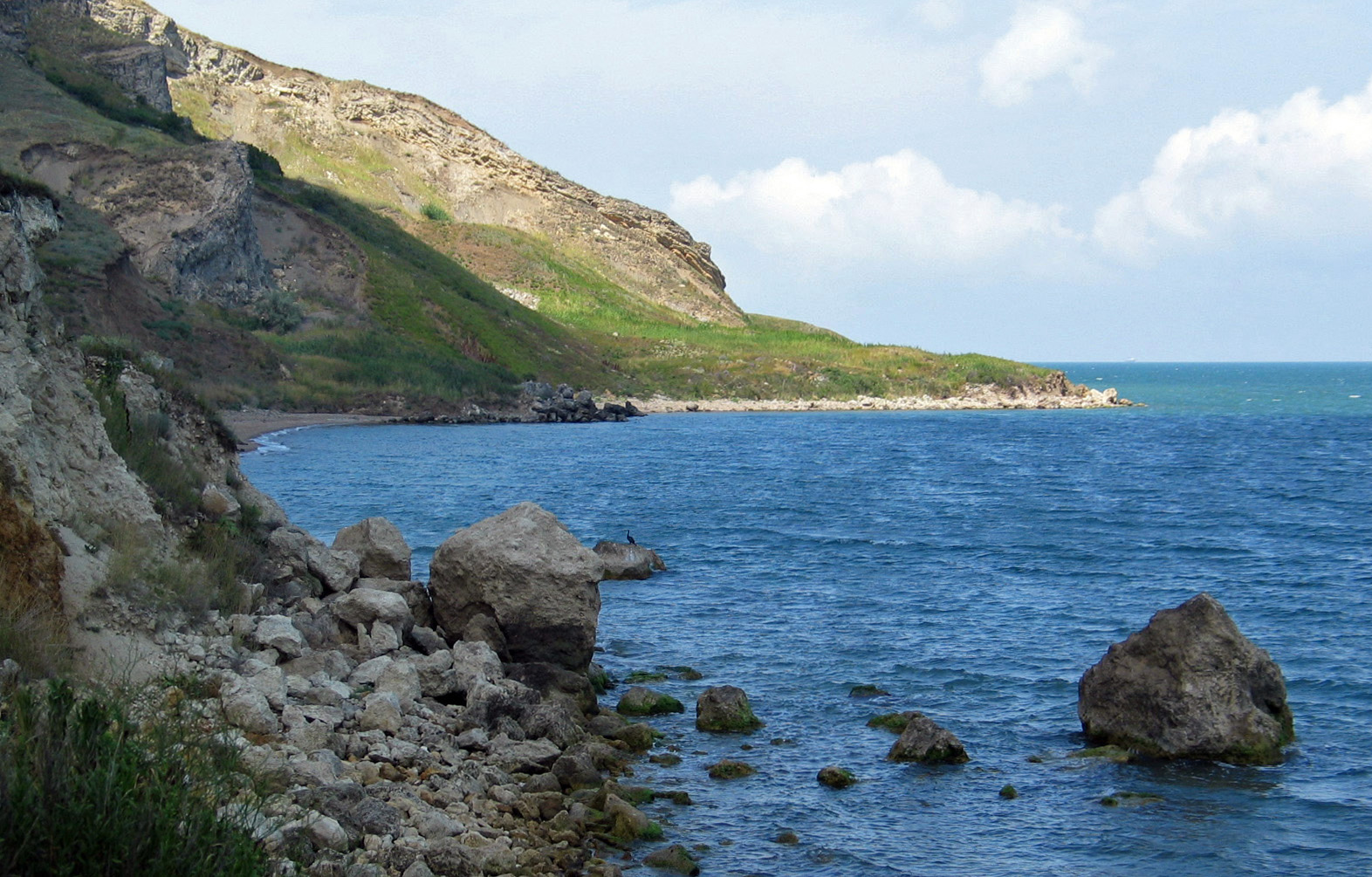
Roques del Cap Fonar
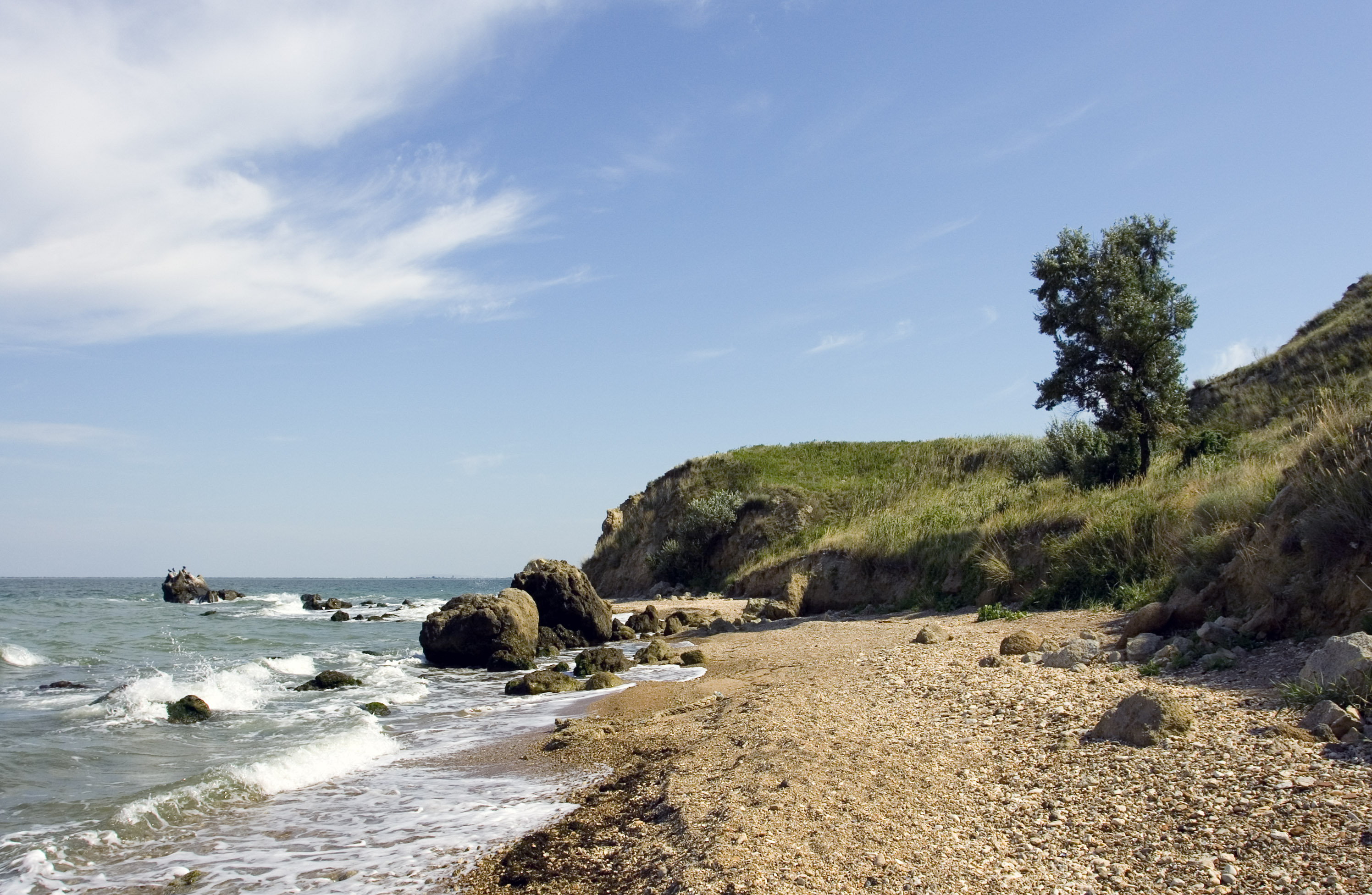
Costa del Cap Fonar
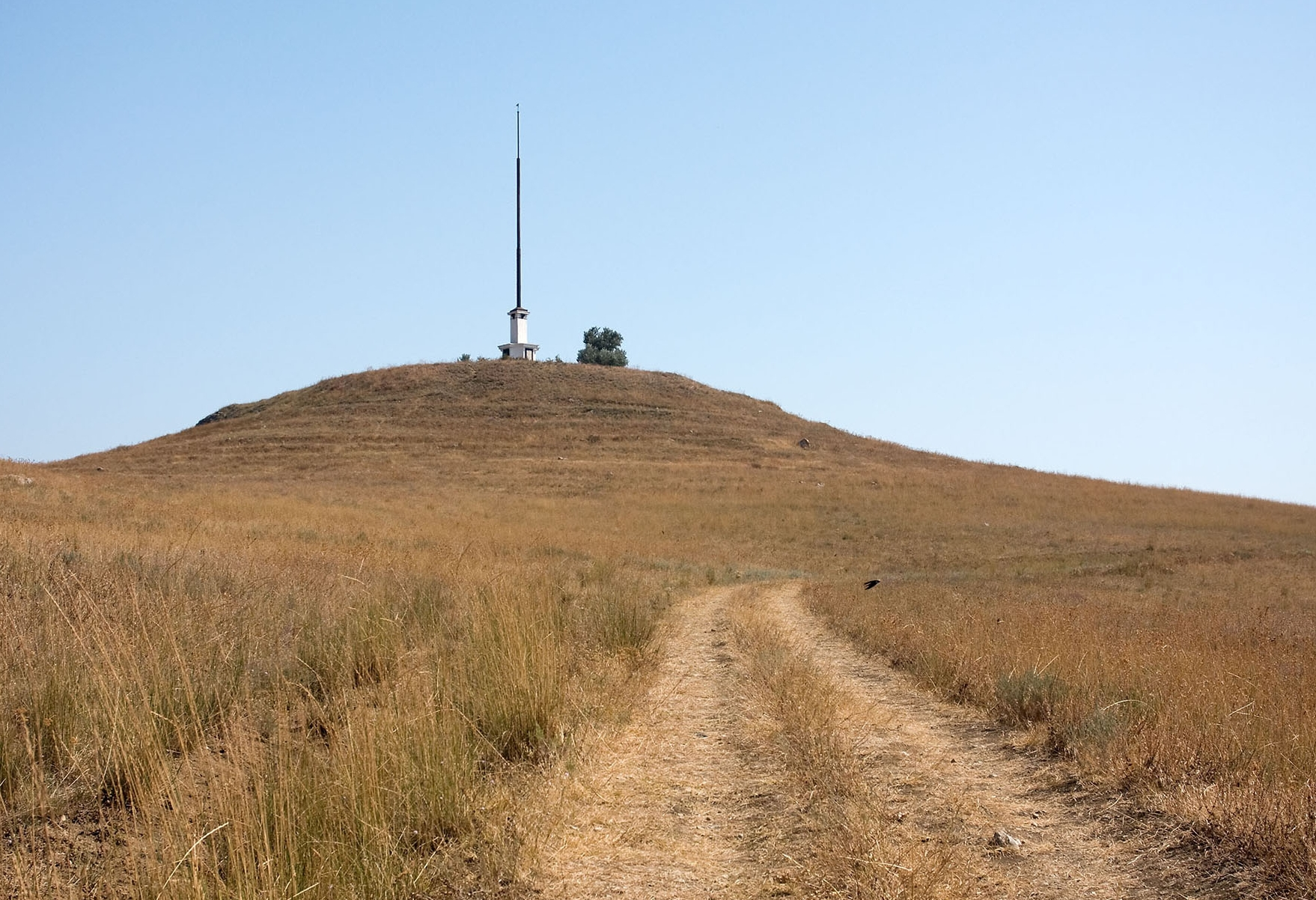
Obelisc als guerrers caiguts al Cap Fonar
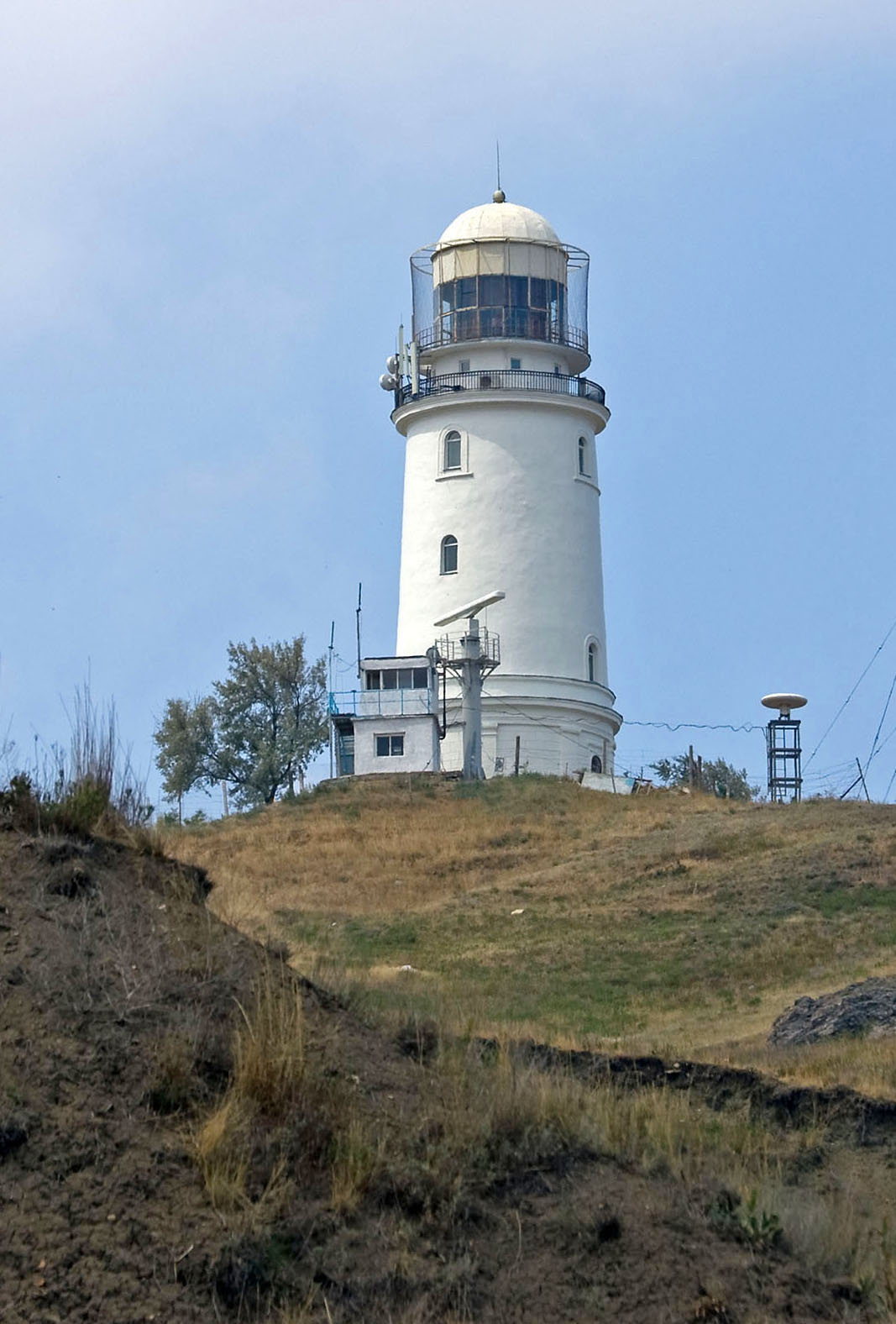
Far de Ienikalski